# Kansas
Kansas — американская рок-группа, образовавшаяся в 1970 году в городе Топика, Канзас. Kansas вошли в историю как одна из первых и ведущих групп «стадионного рока», а наивысших позиций в чартах достигли с хит-синглами «Dust in the Wind» (#6, США) и «Carry On My Wayward Son» (#11).

## История
Корни Kansas уходят в 1969 год, когда гитарист Керри Ливгрен образовал группу The Reasons Why, в состав которой также вошли вокалист Линн Мередит (англ. Lynn Meredith), клавишники Дон Мотрё (англ. Don Montre) и Дэн Райт (англ. Dan Wright).
В 1970 году группа переименовалась в Saratoga; в состав её вошли басист Скотт Кесслер (англ. Scott Kessler) и барабанщик Зик Лоу (англ. Zeke Lowe), которого позже заменил Брэд Шульц. В том же году группа вернула[прояснить] себе название Kansas, объединившись с другой местной группой White Clover. Теперь здесь играли также басист Дэйв Хоуп, барабанщик Фил Эхарт и скрипач с классическим образованием Робби Стейнхардт.
Состав (который иногда именуется Kansas I) в 1971 году временно распался (Эхарт и Хоуп реформировали White Clover), но воссоединился год спустя, когда в него вошли поющий клавишник Стив Уолш и гитарист Ричард Уильямс. Промежуточный состав (с Родом Микински вместо Хоупа и саксофонистом Джоном Болтоном) иногда называют Kansas II; тридцать лет спустя он воссоединился под названием Proto-Kaw.
В 1973 году, после непрерывных гастролей, Kansas подписали контракт с лейблом Kirshner Records.
Дебютный альбом, записанный в начале 1974 года, вышел в марте и поднялся до #174 в Billboard 200. Звучание пластинки уже содержало в себе все элементы фирменного стиля группы: сложные симфонические прог-аранжировки со сменами темпа, во многом созвучные с вещами Genesis и ELP, и мощный гитарный драйв, создававший атмосферу чисто американского буги/паб-рока.
Продолжительные гастроли и хорошая раскрутка лейблом альбома привели к тому, что две следующие работы группы, Song for America (#57) и разошедшийся более чем 250-тысячным тиражом Masque (#70), сделали её достаточно известной в США и за их пределами.

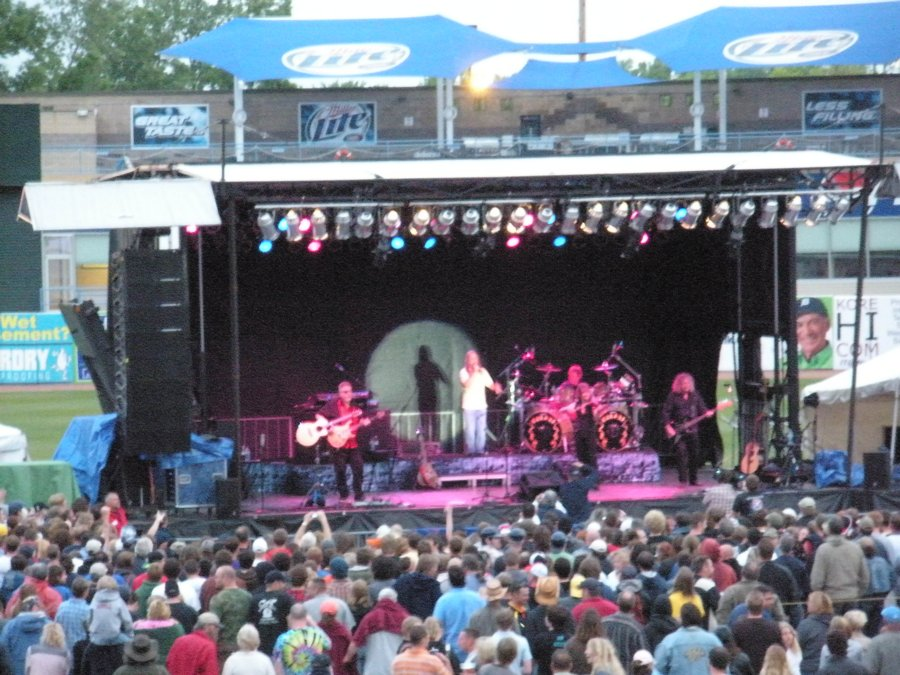
Kansas, 2009

Звёздный статус группе (согласно Allmusic) обеспечил альбом 1976 года Leftoverture: на волне успеха хит-сингла «Carry On Wayward Son», пластинка вошла в первую пятерку «Биллборда» и разошлась более чем 3-миллионным тиражом. Ещё более успешным оказался Point of Know Return (1977), сингл из которого, «Dust in the Wind», также стал хитом. Несколько хуже продавался концертный Two for the Show (1978), но последовавший за ним студийный Monolith (первый релиз группы, спродюсированный её участниками самостоятельно), вновь вошёл в американский Top 10. В том же году Уолш выпустил свой первый сольный альбом Schemer-Dreamer.
После выхода альбома Audio-Visions (1980) в группе наметились разногласия: Хоуп и Ливгрен стали «рождёнными свыше христианами», второй из них дебютировал соло с альбомом Seeds of Change. Вслед за ним вышел из состава Уолш, образовавший группу Streets; его заменил новый вокалист Джон Элефанте, с которым Kansas записали альбом Vinyl Confessions (1982). Выпущенный из него сингл «Play the Game Tonight» стал хитом, но после Drastic Measures (1983) Kansas распались.
В 1986 году группа воссоединилась: ядро нового коллектива составили Эхарт, Уильямс и Уолш, к которым присоединились известный гитарист Стив Морс и басист Билли Гриэр (англ. Billy Greer); новый состав выпустил альбом Power, с синглом «All I Wanted» (#19 Billboard Hot 100).
In the Spirit of Things (1988) имел значительно меньший успех, и прошло семь лет, прежде чем
группа записала и выпустила альбом Freaks of Nature (1995),
за которым последовали Always Never the Same (1998) и
записанный с вернувшимся Керри Ливгреном Somewhere to Elsewhere (2000).
С тех пор группа практически не записывалась, но ежегодно выходит в большие гастрольные туры.
В июле 2014 года Kansas покидает бессменный вокалист и клавишник Стив Уолш. Его место занял Ронни Платт, первое выступление с которым состоялось 12 сентября. Кроме того, основные клавишные партии на сцене взял на себя многолетний осветитель группы Дэвид Мэнион, который является клавишником и в группе басиста «Kansas» Билли Грира Seventh Key.
В 2016 году Kansas выпустили первый за 16 лет студийный альбом The Prelude Implicit, благосклонно принятый критикой.
В июле 2020 года выпущен студийный альбом The Absence of Presence.

## Состав

### Текущий состав
- Фил Эхарт — ударные (1973—1984, 1985)
- Рич Уильямс — гитара (1973—1984, с 1985)
- Билли Грир — бас-гитара, вокал (с 1985)
- Дэвид Рэгсдейл — скрипка, гитара, вокал (1991—1997, с 2006)
- Ронни Платт — вокал, клавишные (с 2014)
- Зак Ризви — гитара, вокал (с 2016)
- Том Брислин — клавишные (с 2018)

### Бывшие участники
- Керри Ливгрен — гитара, клавишные, вокал (1973—1983, 1990—1991, 1999—2000)
- Дэвид Хоуп — бас-гитара, вокал (1973—1983, 1990, 2000)
- Робби Стейнхардт — скрипка, вокал (1973—1983, 1997—2006; умер в 2021)
- Стив Уолш — клавишные, перкуссия, вокал (1973—1981, 1985—2014)
- Джон Элефанте — клавишные, вокал (1981—1984)
- Стив Морс — гитара, вокал (1985—1989, 1991)
- Грег Роберт — клавишные, вокал (1990—1997)
- Дэвид Мэнион — клавишные, вокал (2014—2018)

## Дискография

### Студийные альбомы
- 1974 — Kansas
- 1975 — Song for America
- 1975 — Masque
- 1976 — Leftoverture
- 1977 — Point of Know Return
- 1979 — Monolith
- 1980 — Audio-Visions
- 1982 — Vinyl Confessions
- 1983 — Drastic Measures
- 1986 — Power
- 1988 — In the Spirit of Things
- 1995 — Freaks of Nature
- 1998 — Always Never the Same
- 2000 — Somewhere to Elsewhere
- 2016 — The Prelude Implicit
- 2020 — The Absence of Presence

### Live (концертные) альбомы
- 1978 — Two for the Show
- 1992 — Live at the Whisky
- 1998 — King Biscuit Flower Hour Presents Kansas
- 2001 — Dust in the Wind
- 2002 — Device — Voice — Drum
- 2009 — There’s Know Place Like Home
- 2017 — Leftoverture: Live and Beyond
- 2021 — Point of Know Return: Live and Beyond

### Сборники
- 1984 — The Best of Kansas
- 1992 — Carry On
- 1994 — The Kansas Boxed Set
- 2002 — The Ultimate Kansas
- 2004 — Sail On: The 30th Anniversary Collection
- 2005 — On the Other Side
- 2006 — Works in Progress
- 2008 — Playlist: The Very Best of Kansas
- 2015 — Miracles Out of Nowhere

### Синглы
| Год  | Песня                                     | US Hot 100                              | US Mainstream Rock | US Adult Contemporary | Альбом                  |
| ---- | ----------------------------------------- | --------------------------------------- | ------------------ | --------------------- | ----------------------- |
| 1974 | «Can I Tell You»                          | —                                       | —                  | —                     | Kansas                  |
| 1975 | «Bringing It Back»                        | —                                       | —                  | —                     | Kansas                  |
| 1975 | «Song For America» (radio edit)           | —                                       | —                  | —                     | Song for America        |
| 1976 | «It Takes A Woman’s Love (To Make A Man)» | —                                       | —                  | —                     | Masque                  |
| 1976 | «Carry On Wayward Son»                    | #11 (certified Gold single)             | —                  | —                     | Leftoverture            |
| 1977 | «What’s On My Mind»                       | —                                       | —                  | —                     | Leftoverture            |
| 1977 | «Point of Know Return»                    | #28                                     | —                  | —                     | Point of Know Return    |
| 1978 | «Dust in the Wind»                        | #6 (certified Gold single and download) | —                  | #6                    | Point of Know Return    |
| 1978 | «Portrait (He Knew)»                      | #64                                     | —                  | —                     | Point of Know Return    |
| 1979 | «Lonely Wind»                             | #60                                     | —                  | —                     | Two for the Show        |
| 1979 | «People Of The South Wind»                | #23                                     | —                  | —                     | Monolith                |
| 1979 | «Reason To Be»                            | #52                                     | —                  | —                     | Monolith                |
| 1980 | «Hold On»                                 | #40                                     | —                  | —                     | Audio-Visions           |
| 1980 | «Got To Rock On»                          | #76                                     | —                  | —                     | Audio-Visions           |
| 1982 | «Play The Game Tonight»                   | #17                                     | #4                 | —                     | Vinyl Confessions       |
| 1982 | «Right Away»                              | #73                                     | #33                | —                     | Vinyl Confessions       |
| 1982 | «Chasing Shadows»                         | —                                       | #54                | —                     | Vinyl Confessions       |
| 1983 | «Fight Fire With Fire»                    | #58                                     | #3                 | —                     | Drastic Measures        |
| 1983 | «Everybody’s My Friend»                   | —                                       | #34                | —                     | Drastic Measures        |
| 1984 | «Perfect Lover»                           | —                                       | #54                | —                     | The Best of Kansas      |
| 1986 | «All I Wanted»                            | #19                                     | #10                | #14                   | Power                   |
| 1987 | «Power»                                   | #84                                     | #38                | —                     | Power                   |
| 1987 | «Can’t Cry Anymore»                       | —                                       | —                  | —                     | Power                   |
| 1988 | «Stand Beside Me»                         | —                                       | #13                | —                     | In the Spirit of Things |
| 1995 | «Desperate Times»                         | —                                       | —                  | —                     | Freaks of Nature        |
| 1995 | «Hope Once Again» (radio edit)            | —                                       | —                  | —                     | Freaks of Nature        |